# Theophilus London
Theophilus London, né le 23 février 1987 à Trinité-et-Tobago, est un rappeur américain, ayant grandi dans le quartier de Brooklyn à New York,.

## Biographie

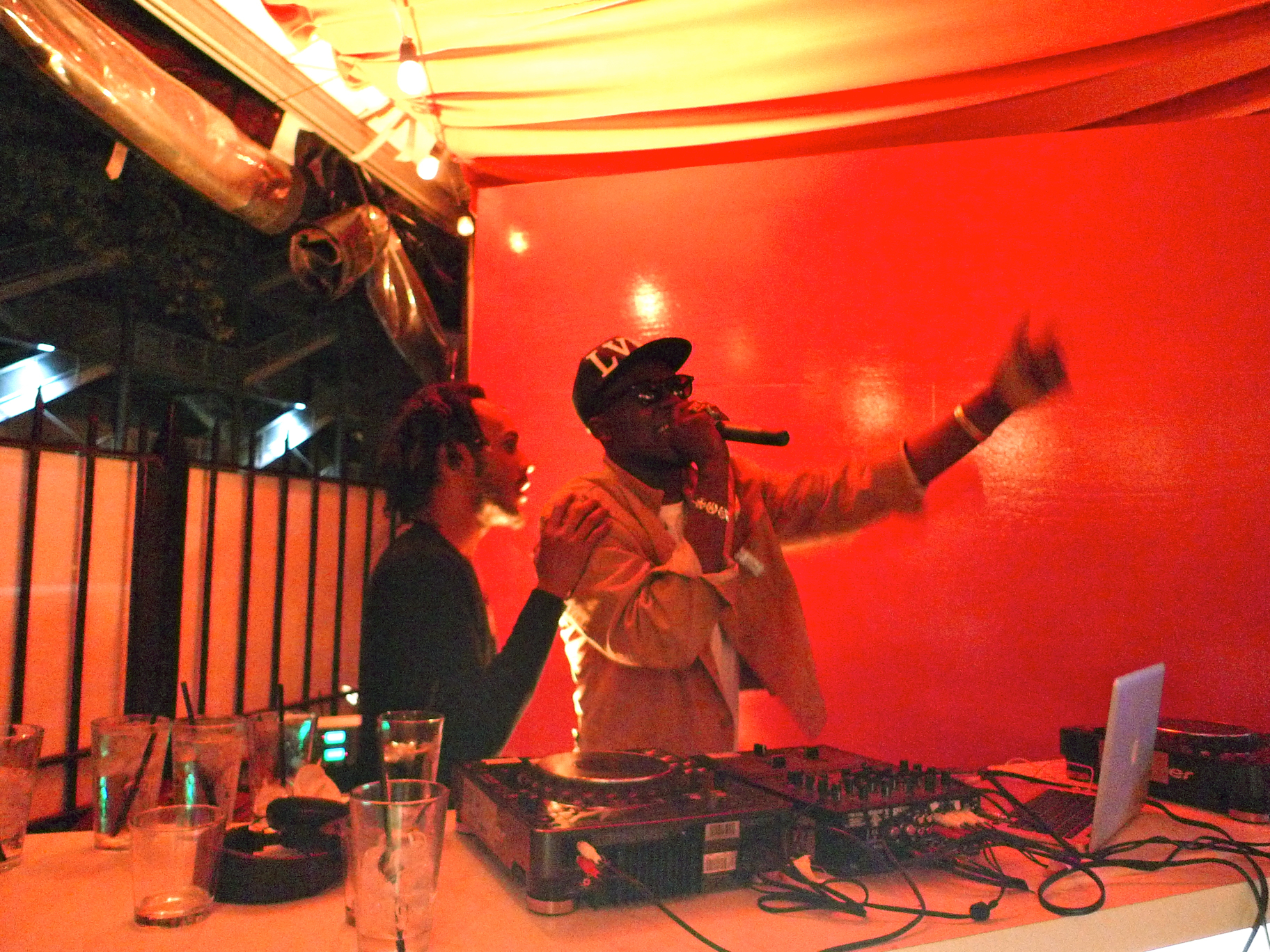
Theophilus London en 2011.

Le premier EP de Theophilus London, Lovers Holiday, produit par Warner Bros. Records, est publié en 2011, avec plusieurs featurings : Dave Sitek de TV on the Radio, Sara Quin de Tegan and Sara, Glasser et Solange Knowles. Son premier LP, Timez are Weird These Days, mixé par le remarqué producteur Dan Carey et produit par Warner Bros. est publié la même année. D'après les critiques, Theophilus London « approche un genre s'inspirant d'une gamme de styles, de pop-soul et de post-punk à l'electro et au RnB contemporain ». Ses influences incluent Michael Jackson et Prince autant que Kraftwerk et les Smiths.
En avril 2012, il collabore sur un titre avec A$AP Rocky, titre présent sur un disque intitulé Lovers holiday II: Rose Island dont la sortie a été annoncée pour le mois de mai. Le 29 octobre 2014, il dévoile sur Twitter son deuxième album studio, en écoute gratuite sur le site SoundCloud. Cet album, produit par Kanye West, est marqué par les participations de Jesse Boykins III, Soko, Leon Ware et Devonte Hyves. La chanson Neu Law est une reprise de The Law, de John Maus et le morceau Take and Look est une reprise de Take a Look de Martin Dupont.

### Représentations
En 2011, Theophilus London fait sensation avec quelques performances au cours du Festival de Cannes, notamment plusieurs titres en direct au cours du Grand journal de Canal+.
Theophilus London est l'une des têtes d'affiche lors du Festival de Northside à Brooklyn en juin 2011. Le 30 juin 2011, Theophilus London joue au Festival international de jazz de Montréal, en réponse la Gazette de Montréal fait remarquer que « Theophilus London va devenir grand. Très grand«. Le buzz est construit pour quelque temps.
Il fait également une apparition dans le premier épisode Up in Smoke de la quatrième saison de 90210 Beverly Hills : Nouvelle Génération.